# Yttre sneda bukmuskeln
Den yttre sneda bukmuskeln (latin: Musculus obliquus externus abdominis) är en muskel som har sitt ursprung i revbenen och breder ut sig i en riktning mot mitten och nedåtstigande (inferiomedialt) från thorax till buken.
Muskeln övergår i mitten av nyckelbenslinjen (medioclavicularlinjen) till att bli en platt sena (aponeuros) med en förtjockning i sin nedre del som bildar ett ligmanent (ligamentum inguinale). Ligamentet sträcker sig mellan den främre övre taggen på tarmbenet (spina iliaca anterior superior) och en tagg på blygdbenet (tuberculum pubicum) där muskeln fäster. 
Muskeln gör det möjligt att röra bålen, både i form av rotation och böjning (flexion).

## Galleri

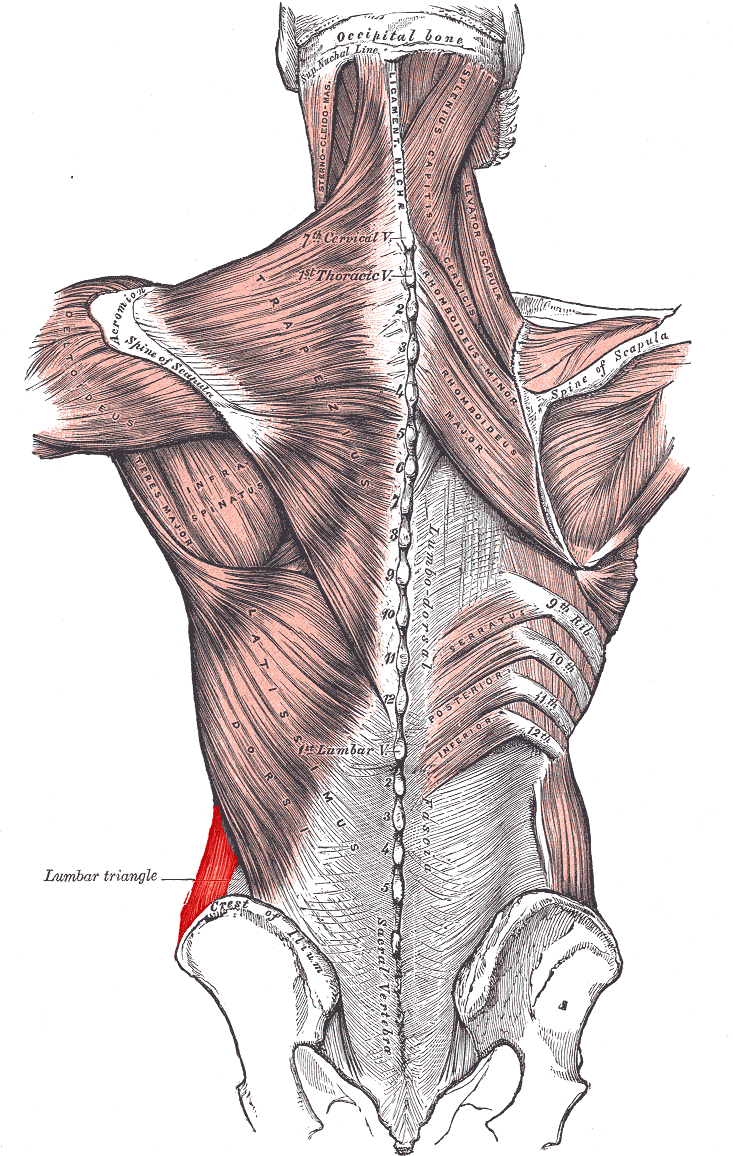
Den bakre delen av den yttre sneda bukmuskeln är markerad i rött.
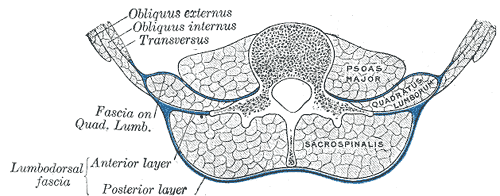
Diagram av transversellt snitt av den bakre bukväggen, som visar disposition av den lumbodorsala fascian.
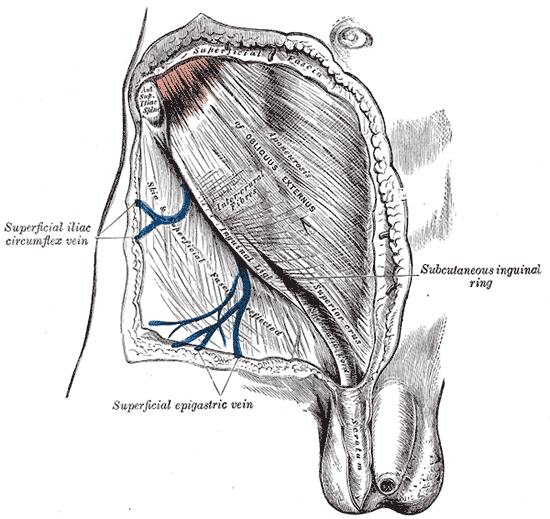
Den subkutana (under huden) inguinal ringen.
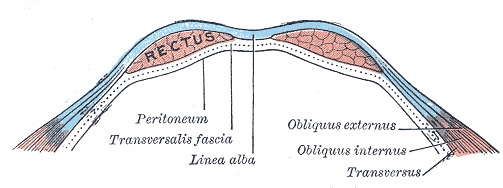
Diagram av ett transversal snitt genom den främre bukväggen, under linea semicircularis.
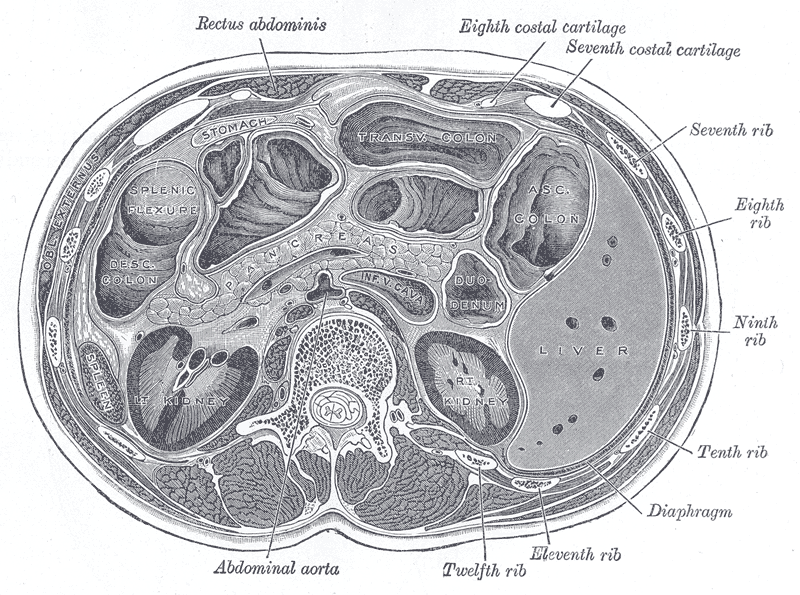
Transversal snitt genom den första lumbalkotan, som visar relationen till bukspottskörteln.
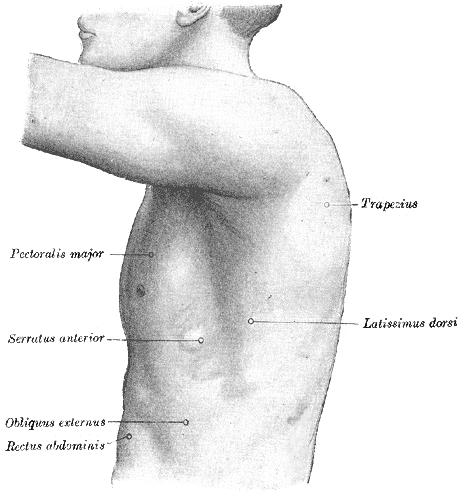
Vänster sida av thorax.
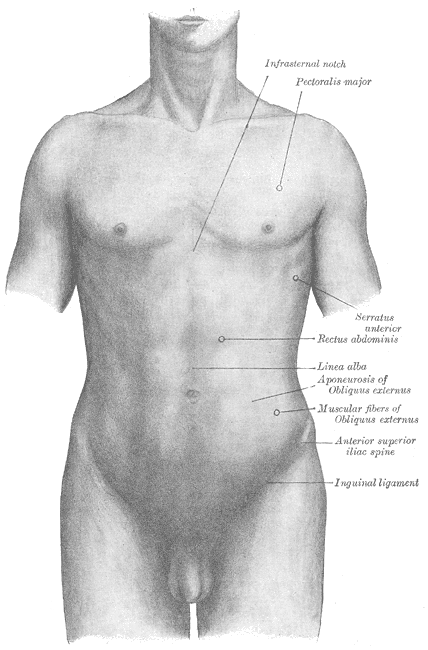
Ytanatomi av den främre delen av buk och thorax.